# Ленгородок

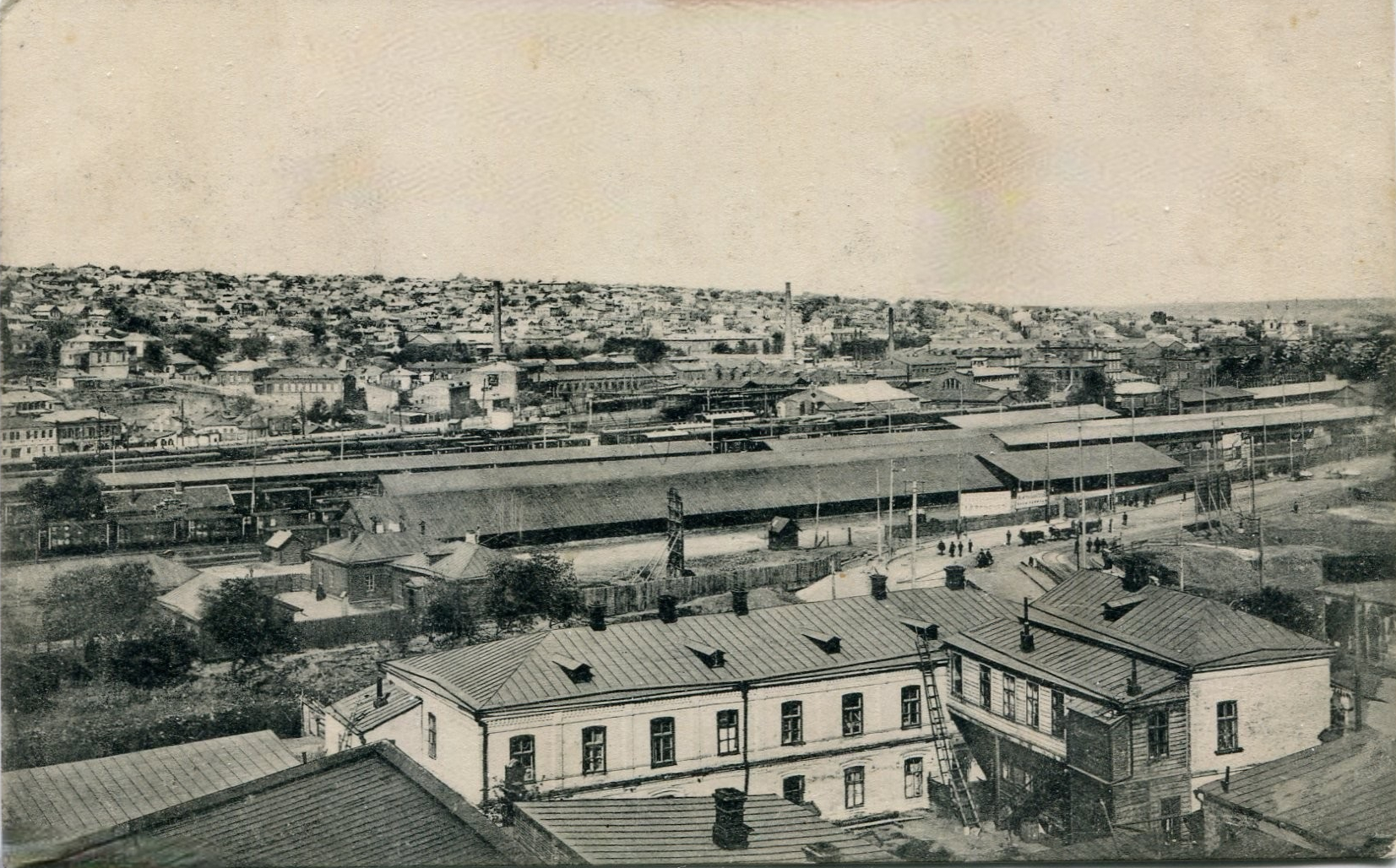
Затемерницкое поселение — общий вид, на открытке начала 1900-х годов

Ленгородок — исторический район Ростова-на-Дону, на правом берегу реки Темерник, между Главным железнодорожным вокзалом и историческими районами Олимпиадовка и Красный город-сад.

## История
Вокруг Ростова стали появляться окраинные поселения, самым большим в середине XIX века стало Затемерницкое поселение, находившееся на крутом берегу реки Темерник, в просторечии получило название — Бессовестная слободка. Застройка долгое время велась хаотично, дома возникали на склонах холма, как кому их хозяев заблагорассудится. Ни водопровода, ни канализации не было.
Ситуация стала меняться в 1870-е годы, когда была построена станция Ростов-Главный, хотя кардинальных перемен не наступило до сегодняшнего времени. Многие улицы практически не изменили свой облик за полтора века. Г. П. Данилевский в своей книге «Беглые в Новороссии» дал картину Бессовестной слободки:
 «… по взгорью здесь было раскинуто село, по народному прозвищу Бессовестная слободка. Домики и хатки слободки, точно куча камешков, кинутых из горсти, как попало торчали тут без всякого порядка, лепясь по обрывам, сползая к реке или взбираясь на маковку взгорья. Эта слободка селилась сама собою под городом, когда ещё мало обращали внимания на то, кто сюда приходил и селился. Она селилась без всяких справок и разрешений».

## Лендворец
Самое примечательное строение района — Лендворец, в настоящее время именуется Дворец Культуры Железнодорожников. Первоначально проект здания был выдержан в классическом конструктивистском стиле, но из-за смены архитектора, а затем и из-за послевоенной реставрации здание сильно изменило первоначальный облик.

## Транспортная инфраструктура
С центром города связан Депутатским мостом с трамвайной линией, мостовым переходом с створе улицы Текучева, и Темерницким путепроводом в створе проспекта Стачки. Важнейшими улицами района являются Профсоюзная улица, Проспект Ставского, улица Гусева и Республиканская улица.
В районе проложена трамвайная ветка. Маршруты трамвая, курсирующие в Ленгородке - 7, 10